# 軍官團
军官团（德語：Offizierskorps），通常指的是武装部队（宪兵、边防警察、治安警察）的全体军官，但通常這指的是正式部隊。一个军事单位的全体军官，例如一个团或营，以及一个军种的軍官，都可以称为軍團官。像军团这样的正式组织不存在。该术语遵循一般的军团理念，并强调了军官与国家和社会精英中的其他群体相比的特殊地位，作为共同政治原则和个人生活理念的载体。由于统一的培训和共同的任务，这体现在团队精神上。
歷史上以德國（尤其是普魯士）的軍官團最為有名。19世纪初，职业军官出现，這些军官普遍來自貴族家庭，接受了较高的教育水平，而非军事学历教育只对富裕公民的子女开放。因而一个國家内的軍團官形成了一个相对较小的群体，由受过高等教育且通常富有的人组成，他们认为自己对国家负有唯一责任。在已经陷入危机的国家，这種菁英主義经常引發军官团领导的军事政变。
在德国，军官团一直是特殊的精英直到二战结束。在魏玛共和国，根据宪法，国防军直接隶属于帝国總理，形成了国中之国，拥有自己的管辖权。二战期间，部分德国传统军官团多次与纳粹意识形态发生冲突，因为国防军军官团中仍有一定的人道主义、政治和军事獨立思想，反对納粹主義。二戰後，随着西德联邦国防军的建设，关于军官军团的傳統得到了复兴。